# Tòa thượng phụ

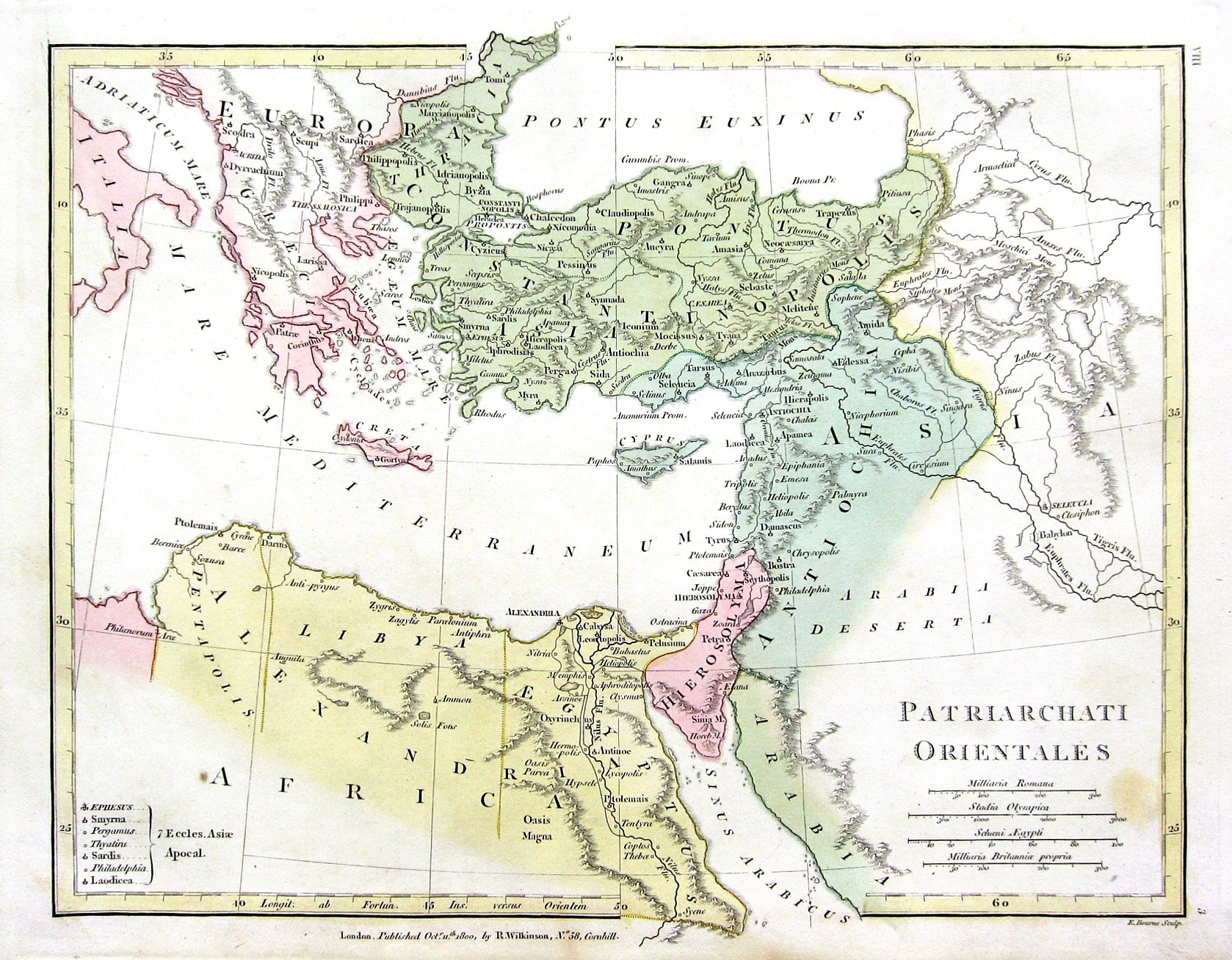
Bốn tòa thượng phụ Đông phương của Ngũ đầu chế, sau Công đồng chung Chalcedonia (451)

Tòa thượng phụ là một thuật ngữ giáo hội học trong Kitô giáo dùng để chỉ giáo vụ thượng phụ và thẩm quyền giáo hội của một thượng phụ.
Theo truyền thống Kitô giáo, các tòa thượng phụ Roma, Antiochia và Alexandria được thiết lập bởi các tông đồ  dưới dạng các tông tòa vào thế kỷ 1. Công đồng chung Nicaea I đã công nhận các tông tòa này. Tòa thượng phụ Constantinopolis được thiết lập vào thế kỷ 4, tiếp đến là Tòa thuợng phụ Jerusalem vào thế kỷ 5. Công đồng chung Chalcedonia vào năm 451 đã công nhận cả thảy 5 tòa thượng phụ trên với tư cách là các bộ phận của Ngũ đầu chế.
Các tòa thượng phụ cổ xưa dần dần công nhận thêm nhiều tòa thượng phụ mới trong suốt chiều dài lịch sử Kitô giáo. Tuy nhiên, nhiều tòa thượng phụ trong số đó đã bị tước mất thẩm quyền, phần lớn do các cuộc xâm lược của người Islam giáo tại Trung Đông và Bắc Phi, và được chuyển đổi thành các tòa thượng phụ hiệu tòa hay là danh dự mà không đi kèm thẩm quyền giáo hội thực sự đối với lãnh thổ lịch sử của các tòa thượng phụ ấy.